# La verità negata (film 2018)
La verità negata (Trial by Fire) è un film del 2018 diretto da Edward Zwick.
La pellicola, con protagonisti Jack O'Connell e Laura Dern, si basa sull'articolo del 2009 del The New Yorker scritto da David Grann sulla storia di Cameron Todd Willingham.

## Trama
Il 23 dicembre 1991 Cameron Todd Willingham sopravvive ad un incendio che devasta la sua piccola casa di Corsicana in Texas, uccidendo le sue tre piccole figlie. Da subito gli inquirenti lo ritengono responsabile dell'omicidio e nel processo, che segue indagini sbrigative, anche i pochi testimoni cambiano le loro prime dichiarazioni in favore di quella che a tutti sembra la conclusione logica. Così nel 1992 Willingham entra nel braccio della morte dove ha tempo per riflettere e battersi per la propria innocenza con l'aiuto di un nuovo avvocato i cui ricorsi però finiscono tutti per essere ignorati.
In maniera fortuita la scrittrice Elizabeth Gilbert viene a conoscenza del suo caso e comincia a corrispondere con Willingham, scoprendo una persona profondamente diversa da quella dipinta dalle cronache. Todd è effettivamente cambiato dopo sette anni di carcere e spera ancora di riallacciare un rapporto con la moglie e di ottenere giustizia per il suo caso. Elizabeth, studiato il caso e convintasi dell'innocenza dell'uomo, si spende con tutte le forze perché per Todd sia fatta giustizia, ma nonostante abbia raccolto prove determinanti per la riapertura del processo, non ottiene nemmeno il rinvio dell'esecuzione, programmata per il 17 febbraio 2004, in quanto il governatore Rick Perry avrebbe compromesso la sua carriera politica.
Nell'imminenza della stessa esecuzione Elizabeth, forse per colpa di una distrazione, è coinvolta in un gravissimo incidente stradale che la renderà paraplegica e non le permette di dare l'ultimo saluto a Todd. Willingham viene giustiziato con l'iniezione letale di fronte alla moglie con la quale non è riuscito a rappacifacarsi e che anzi gli ha voltato le spalle dopo essere stata l'unica al processo a difenderlo. La donna aveva beneficiato di un'assicurazione che era stata stipulata sulla vita delle figlie, e il fatto che non vedesse di buon occhio una riapertura del caso getta un'ombra cupa sulla sua posizione ricordando anche come si salvò dall'incendio per non essere ancora tornata a casa dal lavoro.

## Promozione
Il primo trailer del film viene diffuso il 5 aprile 2019.

## Distribuzione
Il film è stato presentato al Telluride Film Festival il 31 agosto 2018 e distribuito limitatamente nelle sale cinematografiche statunitensi dal 17 maggio 2019.